# 窦维鍌
窦维鍌（?—?），唐朝官员，出自河南窦氏，窦誕之孙，窦孝果的儿子。
窦维鍌好学，以撰著为业。当时窦氏宗族以外戚，崇饰车马，只有窦维鍌清俭自守。族兄窦怀贞协助唐睿宗为金仙公主、玉真公主营道观，花费钜万。窦维鍌劝他：“兄长位上公，当考虑献策辅佐天子，在工匠间计校瓦木，使海内何所瞻仰？”窦怀贞没有理他。中书令张说、黄门侍郎卢藏用、给事中裴子餘都和窦维鍌亲善。官至水部郎中去世。著有《吉凶礼要》二十卷、《广古今五行记》三十卷。